# Натан (футболист, 1999)
Натан Палафос де Соуза (порт. Nathan Palafoz de Sousa; род. 4 августа 1999, Рио-де-Жанейро) — бразильский футболист, нападающий клуба «Америка».

## Карьера

### «Нова-Игуасу»
Воспитанник футбольной академии бразильского клуба «Нова-Игуасу», к которой присоединился в возрасте 15 лет. В начале 2017 года футболист стал тренироваться с основной командой. Дебютировал за клуб 18 января 2017 года в матче Лиги Кариока против клуба «Кампус», выйдя на замену на 74 минуте. Провёл за клуб 2 матча в рамках турнира.

### «Коринтианс»
В июне 2019 года футболист перешёл в «Коринтианс» на правах аренды в команду до 20 лет. В апреле 2019 года футболист был полноценно выкуплен у «Нова-Игуасу». В июле 2020 года футболист продлил контракт с бразильским кубом до конца 2023 года. За несколько лет в клубе футболист так и не дебютировал за основную команду.

#### Аренда в «Расинг» Ферроль
В августе 2020 года футболист на правах арендного соглашение перешёл в испанский «Расинг» из города Ферроль. Дебютировал за клуб 11 октября 2020 года в матче Кубка королевской федерации Испании против клуба «Тениска». Свой дебютный матч в Первом дивизионе Королевской испанской футбольной федерации сыграл 18 октября 2020 года против клуба «Понтеведра». Дебютный гол за клуб забил 6 декабря 2020 года в матче против клуба «Корухо». На протяжении сезона оставался преимущественно игроком замены, отличившись 2 забитыми голами.
В июле 2021 года испанский клуб продлил арендного соглашения с бразильским футболист ещё на сезон. Первый матч за клуб сыграл 11 сентября 2021 года против клуба «Реал Вальядолид B», выйдя на замену на 72 минуте. Затем футболист закрепился в основной команде испанского клуба, однако преимущественно всё равно выходил лишь на замену. Свой первый гол за клуб забил 19 ноября 2021 года в матче против клуба «Сельта B». Вместе с клубом стал бронзовым призёром Первого дивизиона. По окончании арендного соглашения покинул клуб. Закончил сезон футболист с 4 забитыми голами.

#### Аренда в «Аваи»
В июле 2022 года футболист отправился в бразильский клуб «Аваи» на правах арендного соглашения до конца сезона. Дебютировал за клуб 20 июля 2022 года в матче бразильской Серии A против клуба «Сеара», выйдя на замену на 80 минуте. Футболист провёл за клуб  7 матчей, в которых выходил на замены незадолго до концовки основного времени, результативными действиями не отличившись. По окончании сезона покинул клуб.

#### Аренда в «Нова-Игуасу»
В январе 2023 года футболист на правах арендного соглашения вернулся в «Нова-Игуасу». Первый матч сыграл 14 января 2023 года против клуба «Волта-Редонда» в  рамках Лиги Кариока. Футболист сразу же закрепился в основной команде клуба. В матче 11 февраля 2023 года футболист забил свой дебютный гол за клуб в матче против клуба «Португеза». В конце февраля 2023 года покинул клуб, переходя в литовский клуб «Ритеряй».

### «Ритеряй»
В марте 2023 года футболист официально перешёл в литовский клуб «Ритеряй». Дебютировал за клуб 12 марта 2023 года в матче против клуба «Паневежис». Дебютный гол за клуб забил 1 апреля 2023 года в матче против клуба «Джюгас». В матче 7 мая 2023 года в рамках Кубка Литвы против вильнюсского клуба «Атака» отличился забитым хет-триком. В июне 2023 года футболист покинул литовский клуб, расторгнув контракт по соглашению сторон. Всего за половину сезона футболист успел отличился 4 забитыми голами за клуб во всех турнирах.

### «Оливейра-ду-Ошпитал»
В июле 2023 года футболист на правах свободного агента перешёл в португальский клуб «Оливейра-ду-Ошпитал», подписав однолетний контракт. Дебютировал за клуб футболист 27 августа 2023 года в матче против клуба «Академика», выйдя на замену в начале второго тайма. Дебютный гол за клуб футболист забил 3 сентября 2023 года в матче против клуба «Калдаш». На протяжении первой половины сезона футболист отличился за клуб своим единственным забитым голом. В начале 2024 года футболист покинул португальский клуб, расторгнув контракт по соглашению сторон.

### «Америка» Рио-де-Жанейро
В марте 2024 года футболист на правах свободного агента присоединился к бразильскому клубу «Америка». 